# سارتوریت
سارتوریت (انگلیسی: Sartorite) یک کانی دارای سرب، آرسنیک و سولفید با فرمول شیمیایی PbAs2S4 است.